# Physoptila pinguivora
Physoptila pinguivora är en fjärilsart som beskrevs av Edward Meyrick 1934. Physoptila pinguivora ingår i släktet Physoptila och familjen stävmalar. Inga underarter finns listade i Catalogue of Life.